# Borgen Forchtenstein

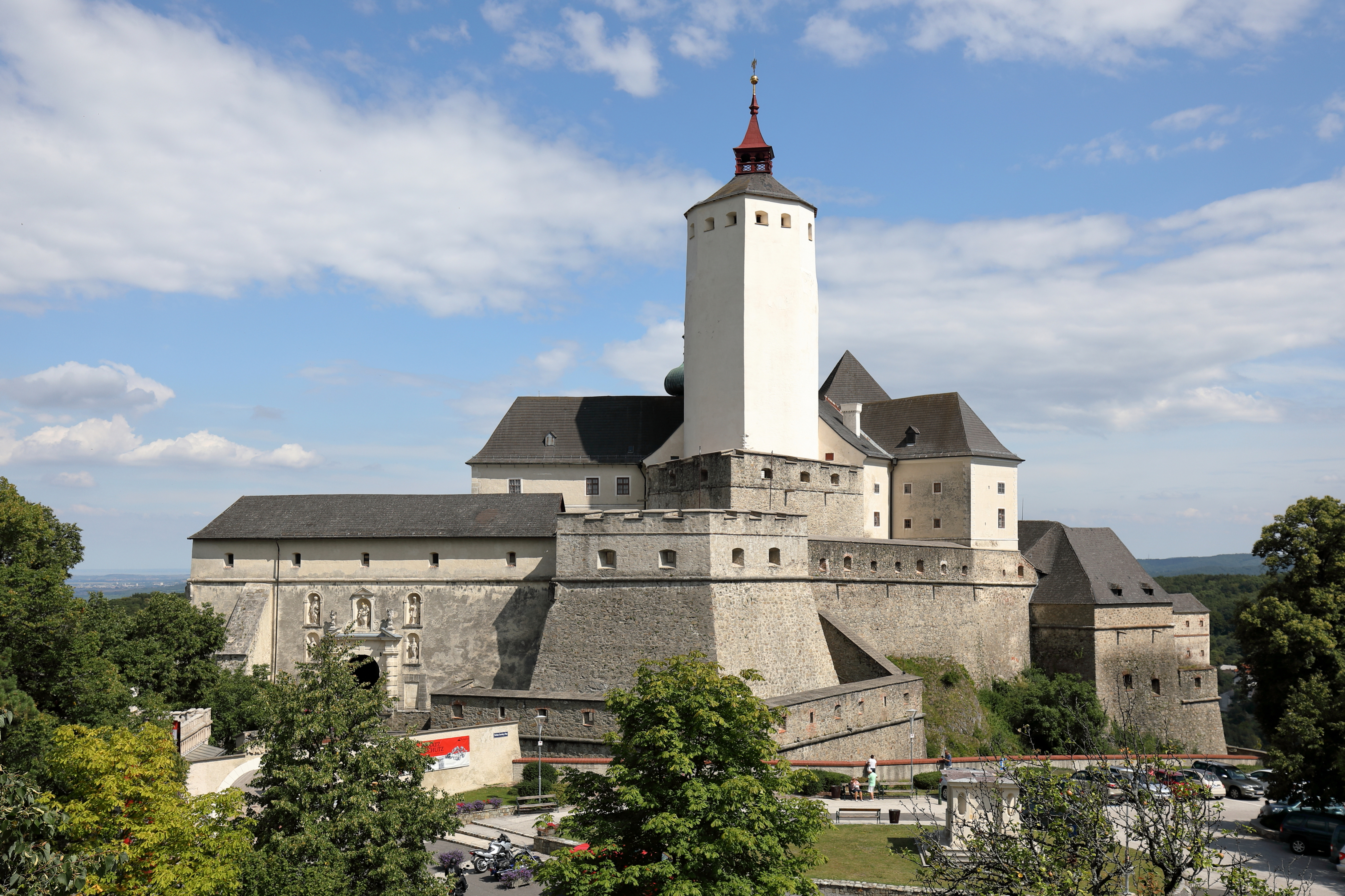
Borgen Forchtenstein

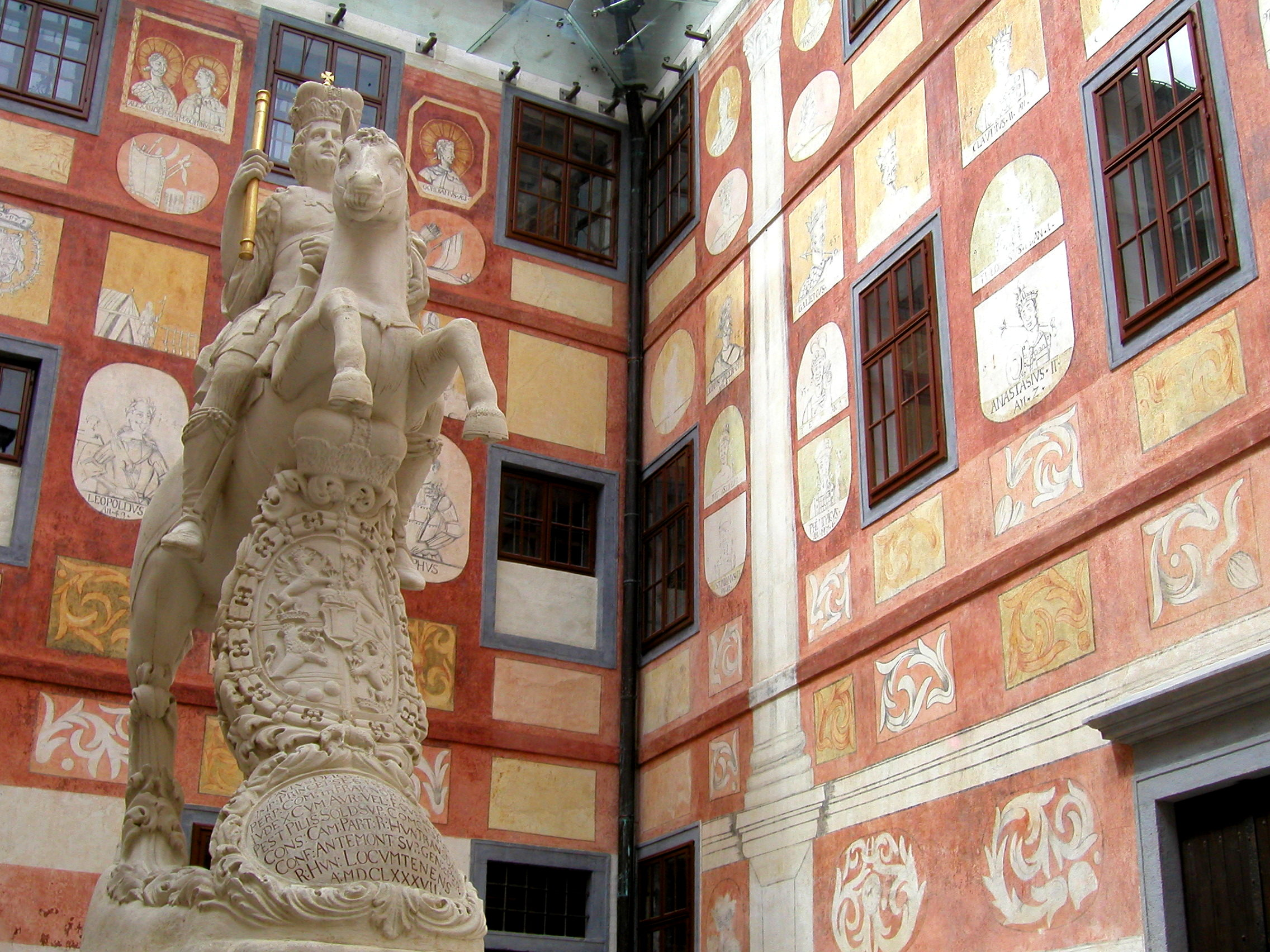
Innergård

Borgen Forchtenstein (tyska: Burg Forchtenstein, ungerska: Fraknó vára, kroatiska: Fortnavski grad) är en senmedeltida fästning i den österrikiska kommunen Forchtenstein, som ligger ungefär åtta kilometer sydväst om staden Mattersburg i förbundslandet Burgenland.

## Historia
Borgens äldsta del med det femtio meter höga tornet byggdes i början på 1300-talet av grevarna av Mattersdorf, som senare kallade sig grevar av Forchtenstein. 
När ätten Forchtenstein dog ut 1447 förvärvade hertig Albrekt IV av Österrike Forchtenstein. Borgen stannade sedan i habsburgarnas ägo för mer än 170 år. Men 1618 beslöt kejsar Ferdinand II att lämna tillbaka flera grevskap till Ungern. År 1622 fick Nikolaus Esterházy grevskapen Forchtenstein och Eisenstadt. Nikolaus började med att bygga ut den bristfälliga borgen till en fästning. Hans son Paul fortsatte utbyggnaden efter ritningar av arkitekten Domenico Carlone. Fästningen stod emot alla anfall under krigsåren på 1680-talet när osmanska trupper marscherade mot Wien. 
Efter att den osmanska attacken hade slagits tillbaka och Ungern hade återerövrats förlorade fästningen sin militära betydelse. Furstarna Esterházy flyttade till slottet i Eisenstadt. Fästningen användes som arsenal, arkiv och förvaringsort för den furstliga skattkammaren. 

## Borgen idag
Borgen är fortfarande i släktet Esterházys ägo. Borgen är öppen för besökare och inrymmer flera samlingar som kan ses vid guidningar, bland annat ett galleri, jaktkammaren, rustkammaren med mera.